# 이도연 (1985년)
이도연(1985년 12월 26일 ~ )은 대한민국의 배우이다.

## 학력
- 서울예술대학교 (공연창작학부)
- 한국영상대학교 (연기과)

## 출연작

### 영화
- 《형》 (2016년) - 두영클럽녀 역
- 《그날의 분위기》 (2016년) - KTX 카트 아줌마 역
- 《상의원》 (2014년) - 홍상궁 역
- 《몬스터》 (2014년) - 분식아줌마 역
- 《배우는 배우다》 (2013년) - 진술집손님 2 역
- 《파파로티》 (2013년) - 영어샘 역

### 드라마 & 시트콤
- 《해치》 (2019년, SBS) - 도망소녀 역
- 《땐뽀걸즈》 (2018년, KBS2)
- 《계룡선녀전》 (2018년, tvN) - 도토리죽 거지 역
- 《플레이어》 (2018년, OCN) - 나원학 아내 역
- 《김비서가 왜 그럴까》 (2018년, tvN)
- 《고백부부》 (2017년, KBS2) - 김예림 역
- 《이번주, 아내가 바람을 핍니다》 (2016년, JTBC)
- 《싸우자 귀신아》 (2016년, tvN) - 오경자 역
- 《식샤를 합시다 2》 (2015년, tvN) - 오도연 역
- 《KBS 드라마 스페셜 - 웃기는 여자》 (2015년, KBS2) - 양양희 역
- 《호구의 사랑》 (2015년, tvN) - 한성실 역
- 《모던파머》 (2014년, SBS) - 봉련 역
- 《호텔킹》 (2014년, MBC) - 이잎새 역
- 《식샤를 합시다》 (2013년, tvN) - 오도연 역
- 《시트콩 로얄빌라》 (2013년, JTBC) - 윤기의 비서 역

### 예능
- 《컴백홈》 (2021년, KBS2) - 2회 쌍문동 청춘